# Outriders
Outriders est un jeu vidéo de tir à la troisième personne développé par le studio People Can Fly et édité par Square Enix. Il est sorti le 1er avril 2021 sur PlayStation 4, Xbox One, PlayStation 5, Xbox Series, Microsoft Windows et Google Stadia,.

## Système de jeu
Outriders est un jeu de tir à la troisième personne mélangé à des éléments de jeux de rôle. Au début du jeu, les joueurs créent leurs personnages personnalisés et choisissent parmi quatre classes, chacune d'entre elles ayant des capacités uniques que les joueurs peuvent utiliser. Les quatre classes incluent le Trickster, qui a la capacité de contrôler le temps, le Pyromancer, qui peut manipuler le feu, le Devastator, qui peut déclencher des attaques sismiques, et le Technomancer. Ces compétences spéciales ont un temps de recharge court et peuvent être combinées avec d'autres compétences pour un maximum d'effets. Le jeu propose un arbre de compétences qui permet aux joueurs de débloquer et d'améliorer leurs compétences.
Les joueurs peuvent utiliser différentes armes pour vaincre les ennemis, et peuvent être personnalisées avec des mods d'armes. Les joueurs peuvent se cacher derrière un abri pour se protéger des attaques ennemies, bien que la santé ne se régénère que si le joueur parvient à blesser ou tuer des ennemis. Au fur et à mesure que le joueur progresse, le niveau du monde (l'équivalent du jeu en difficulté de jeu) augmentera. Plus le niveau est élevé, plus il est probable que le joueur obtienne un butin de meilleure qualité sur les ennemis vaincus.
Le jeu incorpore divers éléments de jeu de rôle. Au fur et à mesure que les joueurs explorent, ils peuvent explorer différentes zones centrales, parler à des personnages non jouables et accomplir des missions secondaires. Dans les cinématiques, un arbre de dialogue permet de décider du résultat de certaines conversations, bien qu'il n'affecte pas la progression de l'histoire. Le jeu peut être joué en solo, mais les joueurs peuvent également terminer le jeu avec deux autres joueurs.

## Développement
Le développeur polonais People Can Fly a lancé le développement d'Outriders en 2015. Square Enix a accepté de le publier et a encouragé l'équipe à développer sa vision. Pour développer le jeu, People Can Fly a élargi le studio de 40 membres à plus de 200 membres. Après la révélation de son gameplay, les critiques ont comparé le jeu à d'autres franchises telles que Destiny et Tom Clancy's The Division. Le jeu a été conçu avec l'esprit d'un gameplay coopératif, bien que l'équipe ait mis beaucoup d'emphase sur l'écriture de l'histoire du jeu, le scénariste principal Joshua Rubin le comparant au film Apocalypse Now et au récit Au cœur des ténèbres. Le récit du jeu présente un ton beaucoup plus sérieux que Bulletstorm car le studio voulait prouver qu'il pouvait également écrire une histoire mature.
Le 16 mai 2018, Square Enix a annoncé la publication du prochain jeu de People Can Fly. Annoncé à l'E3 2019, le jeu est initialement prévu pour une sortie en 2020 sur Stadia, Microsoft Windows, PlayStation 4, PlayStation 5, Xbox One et Xbox Series. Toutefois, en raison d'impacts de la pandémie de COVID-19, le jeu est repoussé au 2 février 2021 puis au 1er avril 2021.